# ヴェルナー・ボーイ

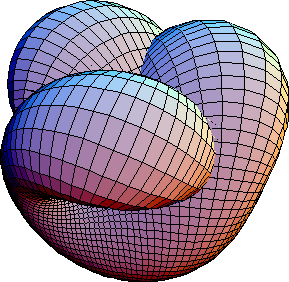
Boy's surface from near the top (R. Bryant's parameterization)

ヴェルナー・ボーイ（ドイツ語: [ˈvɛɹnɐ bɔɪ]、1879年5月4日 - 1914年9月8日）はドイツの数学者。ボーイ・サーフェス（ボーイ曲面）の発見者である。
1901年、博士課程の指導教官であったダフィット・ヒルベルトから、「2次元実射影空間 RP2 を3次元空間R3 へはめ込むことが不可能である、と証明できるか」という未解決問題を聞いた。ボーイは「実は可能で有る」と世界で初めて証明した。「そのはめ込み（のひとつ）として得られる図形」を、ボーイ・サーフェス（ボーイ曲面）と呼ぶ。
RP2　が
4次元空間に埋め込めることはボーイより前から周知であった（証明が簡単にできることも周知であった）。
3次元空間に埋め込めないこともボーイより前から周知であった（これも証明が簡単にできることも周知であった）。
3次元空間にはめ込めるかどうか、はボーイより前には未解決であった。
ボーイはボーイ・サーフェスが、ある軸のまわりの120度回転対称性をもつことも発見した。1978年になって、ベルナール・モランがコンピュータを使ってボーイ・サーフェスのパラメータ表現を発見した。
ヴェルナー・ボーイはクレーフェルトのフィヒテ・ギムナジウムに通った。1901年に学位論文を完成させ、1902年に国家試験に合格した後、1年間の兵役に就いた。その後、ボンの市立文法学校でセミナーを受け、ザンクト・ヨハン・ザールブリュッケンのプロイセン王立高等学校で試用期間を過ごした。1905年から1909年までクレーフェルトのオーバーリアルシューレで、その後生まれ故郷のバルメン（現在はヴッパタールの一部）のレアルギムナジウムで上級教師として働いた。
第一次世界大戦、最初の週、ヴィトリー＝ル＝フランソワ近郊で戦士として死す。